# 姚显 (后秦)
姚显（?—?），南安郡赤亭（今甘肅省隴西縣西）羌人。十六國後秦宗室，將領。姚苌子，姚兴弟。
395年，后秦皇帝姚兴封他的弟弟姚崇为齐公，姚显为常山公。408年七月，姚兴派遣卫大将军、常山公姚显统帅二万骑兵作为各军的后继，听说姚弼战败，便兼程赶到高平。姚显派善射的孟钦等五人，在凉风门向敌兵挑战，被南凉的材官将军宋益等所杀。姚显于是把罪过推托给敛成，派人向南凉认错，安抚慰问黄河以外地区的百姓，带领大军回师。411年，后秦安远将军姚详屯扎在杏城，被夏王刘勃勃逼迫，秦王姚兴派遣卫大将军、常山公姚显前去迎救姚详，没有来得及，于是便屯扎在杏城。